# Rob Riggle
Robert Allen "Rob" Riggle, Jr., född 21 april 1970 i Louisville i Kentucky, är en amerikansk skådespelare och komiker.
Riggle slog igenom som skådespelare och komiker i sketchprogrammet Saturday Night Live där han tillhörde den fasta ensemblen 2004–2005. Han har sedan varit korrespondent på The Daily Show mellan 2006 och 2008. Riggle har även haft roller i långfilmer som Baksmällan (2009), 21 Jump Street (2012) och Let's Be Cops (2014).

## Filmografi i urval
- 2004–2005 – Saturday Night Live (TV-serie)
- 2006–2008 – The Daily Show (TV-serie)
- 2008 – Step Brothers
- 2009 – The Goods: Live Hard, Sell Hard
- 2010 – Killers
- 2010 – The Other Guys
- 2012 – Lorax (röst)
- 2012 – 21 Jump Street
- 2013 – The Internship
- 2014 – Let's be cops
- 2023 – Strays